# Slovenská Kajňa
Slovenská Kajňa – wieś (obec) na Słowacji położona w kraju preszowskim, w powiecie Vranov nad Topľou. Pierwsze wzmianki o miejscowości pochodzą z 1334 roku.
Według danych z dnia 31 grudnia 2012 roku, wieś zamieszkiwały 783 osoby, w tym 408 kobiet i 375 mężczyzn.
W 2001 roku rozkład populacji względem narodowości i przynależności etnicznej wyglądał następująco:
- Słowacy – 98,4%
- Romowie – 0,74%
- Rusini – 0,25%
- Ukraińcy – 0,49%

Ze względu na wyznawaną religię struktura mieszkańców kształtowała się w 2001 roku następująco:
- Katolicy rzymscy – 93,46%
- Grekokatolicy – 4,32%
- Ewangelicy – 0,49%
- Prawosławni – 0,62%
- Ateiści – 0,86%